# Каспаров, Геворг Владимирович
}}
Гево́рг Влади́мирович Каспа́ров (арм. Գևորգ Վլադիմիրի Կասպարով; род. 25 июля 1980[…], Ереван) — армянский футболист, игравший на позиции вратаря; тренер. Выступал за национальную сборную Армении.
На протяжении своей карьеры сменил несколько клубов, в которых попеременно выступал непродолжительный отрезок времени. Дважды выступал в ереванских клубах «Мика» и «Улисс». В июле 2012 года перешёл в аренду в «Улисс». Не сыграв ни одного матча за клуб, вернулся в «Мику».

## Клубная карьера

### Двин
Каспаров является воспитанником арташатского футбола. Шаги молодого футболиста развивала местная команда «Двин». В свои 17 лет он уже был основным вратарем клуба.В следующем сезоне ситуация изменилась[как?] и в 10 матчах Каспаров доставал 19 раз мяч из своих ворот.

### Звартноц-ААЛ
В 2000 году подписывает контракт с клубом «Звартноц-ААЛ», с которым дважды дошёл до финала Кубка Армении и один раз завоевал серебряные медали чемпионата. Возможно карьера Каспарова продолжилась в этом клуб, но по окончании сезона клуб отказался от дальнейшего участия в розыгрышах первенства из-за финансовых проблем.

### Вояж в Иран
Каспаров был вынужден искать новое место работы. Предложение поступило из соседнего Ирана, от тегеранского «Арарата». Отыграв сезон, вернулся на родину.

### Мика
В 2004 году перешёл в «Мику». Дебютный матч за аштаракский клуб Каспаров провёл 17 апреля, где соперником являлся чемпион последних лет ереванский «Пюник». В том матче «Мика» потерпела поражение со счётом 1:3. Вместе с командой завоевал серебряные медали чемпионата.

### Пюник
В следующем году Каспаров стал игроком «Пюника». В то время основным игроком клуба являлся камерунский легионер Апула Эдель, впоследствии получивший гражданство Армении. После первого круга Эдель ушёл из команды, и Каспаров стал основным вратарем команды. В составе «Пюника» Каспаров становился двукратным чемпионом (2005, 2006), обладателем (2005) и финалистом (2006) Суперкубка Армении, а также лучшим вратарём в 2005 году.

### Повторный вояж в Иран и переход в Улисс
В 2007 году в очередной раз переезжает в Иран. В 2008 году Каспаров возвращается в Армению, где ему поступает предложение от «Улисса». В «Улиссе» Каспаров проводит два полноценных сезона. В чемпионате 2009 года вместе с клубом завоёвывает бронзовые медали. По окончании, переходит в тегеранский клуб «Каве». Контракт с клубом был заключён на пять месяцев, до окончания чемпионата в Первой лиге.

### Возвращение в Мику
В 2010 году, в период летнего трансферного окна, появилась информация об интересе к Каспарову со стороны «Мики». В дальнейшем велись переговоры о приобретении игрока. В конечном итоге контракт был заключён и Каспаров, спустя 6 лет, вернулся в «Мику». В сезоне 2010 являлся 4-м вратарём клуба, по ходу чемпионата. До прихода Каспарова, клуб покинули Клевинскас и Гришикашвили. В первом же туре, против «Киликия» Каспаров принял участие. В итоге команда, не знающая четыре тура вкуса побед, одержала вверх над соперником со счётом 4:1. В розыгрыше кубка Армении благодаря уверенным действиям Каспарова, «Мика» дошла до финала, где с разгромила «Ширак» — 4:1. 1 декабря у Каспарова истёк срок контракта с «Мика», и перед этим событием начались переговоры самого Каспарова с рядом иранских клубов, выступавших в Первой лиге. Не исключена была вероятность, что игрок продлит соглашение с нынешним клубом. Что в итоге и произошло. Каспаров подписал годичное соглашение с «Микой». Выступление «Мики» в первой половине чемпионата было впечатляющее. Команда лидировала с очковым запасом перед ближайшими соперниками. Поставленная игра главного тренера Жолта Хорняка вселила уверенность в командных действиях игроков. Безупречная игра в защитной линии Каспарова немалая деталь в успехе клуба. Однако в летний период Каспаров покинул клуб, перейдя в аренду в «Улисс».
В начале июля, Каспаров вместе с одноклубником из Агваном Мкртчяном, перешёл в «Улисс». Переход был связан с усилением клуба перед матчами квалификационного раунда Лиги чемпионов, против тираспольского «Шерифа». Не сыграв ни одного матча за «Улисс» в Лиге чемпионов, Каспаров и Мкртчян вернулись в «Мику».

## Карьера в сборной
С 2004 года постоянно призывался в ряды национальной сборной Армении. Однако конкуренцию за место в основном составе Геворг Каспаров проигрывал более опытному игроку российских «Динамо» и «Химок»— Роману Березовскому. Дебют в сборной состоялся 12 октября 2005 года в матче против сборной Андорры, в котором армянская сборная выиграла со счётом 3:0.

## Достижения
«Звартноц-ААЛ»
- Серебряный призёр чемпионата Армении: 2001

«Мика»
- Серебряный призёр чемпионата Армении: 2004, 2012/13
- Обладатель кубка Армении: 2011

«Пюник»
- Чемпион Армении: 2005, 2006
- Обладатель суперкубка Армении: 2005
- Финалист Суперкубка Армении: 2006

«Алашкерт»
- Чемпион Армении: 2016, 2017
- Обладатель суперкубка Армении: 2016
- Лучший вратарь Армении: 2005, 2006, 2015, 2016

## Статистика выступлений
Данные на 23 июня 2012
| Клуб             | Сезон            | Чемпионат | Чемпионат | Кубки | Кубки | Еврокубки | Еврокубки | Всего | Всего |
| Клуб             | Сезон            | Матчи     | Голы      | Матчи | Голы  | Матчи     | Голы      | Матчи | Голы  |
| ---------------- | ---------------- | --------- | --------- | ----- | ----- | --------- | --------- | ----- | ----- |
| Двин             | 1997             | 18        | -51       | 0     | 0     | 0         | 0         | 18    | -51   |
| Двин             | 1998             | 10        | -19       | 0     | 0     | 0         | 0         | 10    | -19   |
| Всего            | Всего            | 28        | −70       | 0     | 0     | 0         | 0         | 28    | −70   |
| ЦСКА-Карабах     | 1999             | 5         | -8        | 0     | 0     | 0         | 0         | 5     | -8    |
| Всего            | Всего            | 5         | −8        | 0     | 0     | 0         | 0         | 5     | −8    |
| Звартноц-ААЛ     | 2000             | 9         | -12       | 0     | 0     | 0         | 0         | 9     | -12   |
| Звартноц-ААЛ     | 2001             | 20        | -18       | 4     | -4    | 0         | 0         | 24    | -22   |
| Звартноц-ААЛ     | 2002             | 22        | -29       | ?     | -?    | ?         | -?        | 22    | -29   |
| Всего            | Всего            | 51        | −59       | 4     | −4    | 0         | 0         | 55    | −63   |
| Арарат (Тегеран) | 2003             | ?         | -?        | ?     | -?    | ?         | -?        | ?     | -?    |
| Всего            | Всего            | ?         | -?        | ?     | -?    | ?         | -?        | ?     | -?    |
| Мика             | 2004             | 12        | -10       | 1     | 0     | 0         | 0         | 13    | -10   |
| Всего            | Всего            | 12        | −10       | 1     | 0     | 0         | 0         | 13    | −10   |
| Пюник            | 2005             | 16        | -?        | ?     | -?    | ?         | -?        | 16    | -?    |
| Пюник            | 2006             | 25        | -?        | ?     | -?    | ?         | -?        | 25    | -?    |
| Всего            | Всего            | 41        | −30       | 0     | 0     | 0         | 0         | 41    | −30   |
| ПАС (Тегеран)    | 2006/07          | 10        | -?        | ?     | -?    | ?         | -?        | 10    | -?    |
| Всего            | Всего            | 10        | -?        | 0     | 0     | 0         | 0         | 10    | -?    |
| Рахахан          | 2007/08          | 22        | -?        | ?     | ?     | ?         | ?         | 22    | ?     |
| Всего            | Всего            | 22        | -?        | 0     | 0     | 0         | 0         | 22    | -?    |
| Улисс            | 2008             | 13        | -?        | ?     | -?    | 0         | 0         | 13    | -?    |
| Улисс            | 2009             | 12        | -?        | ?     | -?    | 0         | 0         | 12    | -?    |
| Всего            | Всего            | 25        | -?        | ?     | -?    | 0         | 0         | 25    | -?    |
| Санати Каве      | 2009/10          | ?         | -?        | ?     | -?    | ?         | -?        | ?     | -?    |
| Всего            | Всего            | ?         | -?        | ?     | -?    | ?         | -?        | ?     | -?    |
| Мика             | 2010             | 11        | -11       | 0     | 0     | 0         | 0         | 11    | -11   |
| Мика             | 2011             | 25        | -21       | 7     | -6    | 2         | -2        | 34    | -29   |
| Мика             | 2012/13          | 12        | -13       | 0     | 0     | 0         | 0         | 12    | -13   |
| Всего            | Всего            | 48        | −45       | 7     | −6    | 2         | −2        | 57    | −53   |
| Улисс            | 2012/13          | 0         | 0         | 0     | 0     | 0         | 0         | 0     | 0     |
| Всего            | Всего            | 0         | 0         | 0     | 0     | 0         | 0         | 0     | 0     |
| Всего за карьеру | Всего за карьеру | 242       | -222      | 12    | -10   | 2         | -2        | 256   | -234  |